# Футбол на летних Олимпийских играх 2004 — квалификация
В соревнованиях по футболу на летних Олимпийских играх 2004 года принимали участие 26 сборных (16 мужских и 10 женских). В мужском олимпийском турнире участвовали сборные, составленные из игроков не старше 23 лет. Также в заявку могли войти не более 3 футболистов старше этого возраста. Квалификационные соревнования прошли в 2002—2004 годах.

## Квалифицированные сборные

### Мужчины
| Турнир                                                   | Места | Команды                               |
| -------------------------------------------------------- | ----- | ------------------------------------- |
| Принимающая сторона                                      | 1     | Греция                                |
| Отборочный турнир Азии                                   | 3     | Ирак Япония Республика Корея          |
| Отборочный турнир Африки                                 | 4     | Гана Мали Марокко Тунис               |
| Отборочный турнир Америки                                | 2     | Мексика Коста-Рика                    |
| Предолимпийский турнир КОНМЕБОЛ 2004                     | 2     | Аргентина Парагвай                    |
| Отборочный турнир Океании                                | 1     | Австралия                             |
| Чемпионат Европы по футболу среди молодёжных команд 2004 | 3     | Италия Сербия и Черногория Португалия |
| Всего                                                    | 16    |                                       |

### Женщины
| Турнир                                                                   | Места | Команды         |
| ------------------------------------------------------------------------ | ----- | --------------- |
| Принимающая сторона                                                      | 1     | Греция          |
| Отборочный турнир Азии                                                   | 2     | Китай Япония    |
| Отборочный турнир Африки                                                 | 1     | Нигерия         |
| Отборочный турнир Америки                                                | 2     | США Мексика     |
| Чемпионат Южной Америки по футболу среди женщин 2003                     | 1     | Бразилия        |
| Отборочный турнир Океании                                                | 1     | Австралия       |
| Чемпионат мира по футболу среди женщин 2003 (лучшие европейские команды) | 2     | Германия Швеция |
| Всего                                                                    | 10    |                 |